# Museo del Teatro de Caesaraugusta

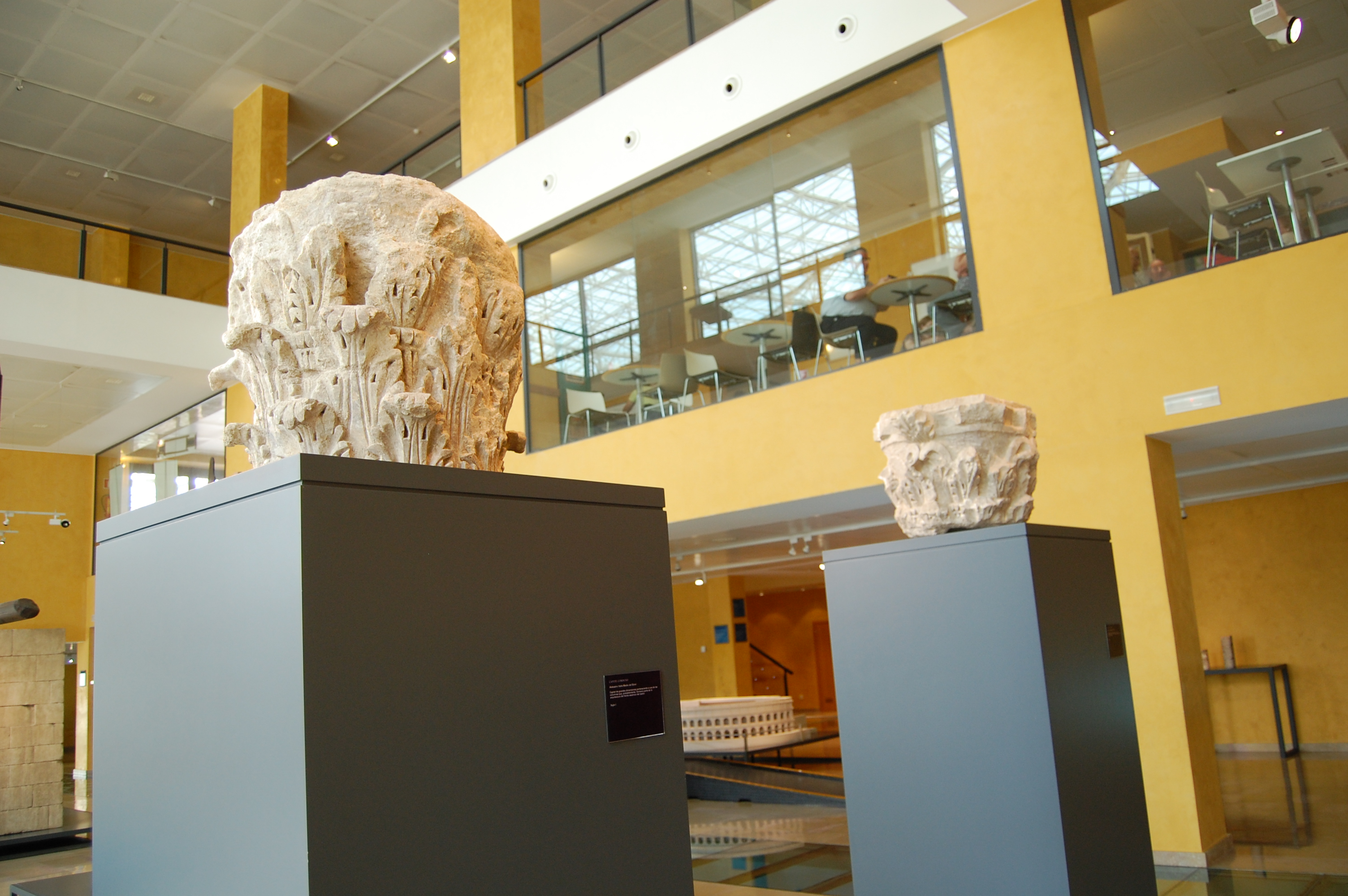
Museo del Teatro de Caesaraugusta

Het Museo del Teatro de Caesaraugusta is een museum in het Spaanse Zaragoza. Het museum toont de resten en archeologische vondsten van het Romeinse theater dat in 1972 werd ontdekt. Het bood plaats aan 6000 toeschouwers en was een van de grootste Romeinse theaters van Hispania. Het museum werd geopend in 2003.